# Pryeria simonyi
Pryeria simonyi är en fjärilsart som beskrevs av Hans Rebel 1899. Pryeria simonyi ingår i släktet Pryeria och familjen bastardsvärmare. Inga underarter finns listade i Catalogue of Life.